# Eudyptula minor
Chim cánh cụt nhỏ (danh pháp hai phần: Eudyptula minor) là loài chim cánh cụt nhỏ nhất. Loài chim cánh cụt này phát triển tới chiều cao trung bình 33 cm (13 in) và chiều dài 43 cm (17 in), mặc dù các phép đo cụ thể khác nhau tùy theo phân loài. Chúng được tìm thấy trên bờ biển phía nam của Úc và New Zealand, với một số lần ghi nhận tại Chile. Tại Úc, chúng cũng được gọi là chim cánh cụt tiên bởi vì kích thước nhỏ bé của chúng. Tại New Zealand, chúng cũng được gọi là chim cánh cụt nhỏ xanh, hay chỉ chim cánh cụt xanh, do bộ lông màu đá phiến xanh của chúng, chúng được gọi là Kororā trong tiếng Māori.